# Pablo Morales
Pedro Pablo Morales (Chicago, 5 december 1964) is een Amerikaans oud-zwemmer. Op de Olympische Spelen haalde hij drie gouden en twee zilveren medailles.

## Erelijst

### Pan Pacifics
1985:  100m vlinderslag

1985:  200m wisselslag
1985:  4x100m wisselslag

1987:  100m vlinderslag

1987:  200m wisselslag
1987:  4x100m wisselslag

### Pan-Amerikaanse Spelen
1983:  100m vlinderslag

### Olympische Zomerspelen
1984:  4x100m wisselslag

1984:  100m vlinderslag

1984:  200m wisselslag

1992:  100m vlinderslag

1992:  4x100m wisselslag